# 瘧疾控制計畫
瘧疾控制計畫（英語：Malaria Control Project）为志愿型分布式计算项目。该项目模拟疟疾的传播动态和健康影响，是Africa@home项目的一部分。該項目的主頁為malariacontrol.net，域名于2005年5月19日首次由瑞士热带研究所申請注册。